# Son dernier coup d'archet
Pour l’article homonyme, voir Son dernier coup d'archet (nouvelle).
Son dernier coup d’archet est un recueil de nouvelles policières écrit par Sir Arthur Conan Doyle et mettant en scène son célèbre détective privé.  Il contient sept (dans certaines édition huit) nouvelles publiées entre 1908 et 1913. La collection portait le nom original de Reminiscences of Sherlock Holmes et ne contenait pas la nouvelle Son dernier coup d'archet (His Last Bow), qui est apparue après la publication de La Vallée de la peur. La réédition avec l'ajout de la nouvelle donna au recueil son titre définitif.

## Contenu
| Titre français le plus courant        | Titre d'origine                                   | Première publication                | Publication dans le Strand Magazine |
| ------------------------------------- | ------------------------------------------------- | ----------------------------------- | ----------------------------------- |
| L'Aventure de Wisteria Lodge          | The Adventure of Wisteria Lodge                   | Collier's Weekly - 15 août 1908     | Août / septembre 1908               |
| Les Plans du Bruce-Partington         | The Adventure of the Bruce-Pardington Plans       | Strand Magazine                     | Décembre 1908                       |
| L'Aventure du pied du diable          | The Adventure of the Devil's Foot                 | Strand Magazine                     | Décembre 1910                       |
| L'Aventure du cercle rouge            | The Adventure of the Red Circle                   | Strand Magazine                     | Mars / avril 1911                   |
| La Disparition de Lady Frances Carfax | The Disappearance of Lady Frances Carfax          | Strand Magazine                     | Décembre 1911                       |
| Le Détective agonisant                | The Adventure of the Dying Detective              | Collier's Weekly - 22 novembre 1913 | Novembre / décembre 1913            |
| Son dernier coup d'archet             | His Last Bow - The War Service of Sherlock Holmes | Strand Magazine                     | Septembre 1917                      |

Certaines éditions américaines ajoutent à ce recueil la nouvelle La Boîte en carton que les éditions britanniques et françaises insèrent plutôt dans le recueil Les Mémoires de Sherlock Holmes.